# HTC One M8
L'HTC One (M8) è uno smartphone top di gamma prodotto dall'azienda taiwanese HTC, presentato ufficialmente il 25 marzo 2014.
È il successore di HTC One (M7) ed è il predecessore di HTC One (M9).

## Caratteristiche tecniche

### Hardware
HTC One M8 ha uno chassis in alluminio unibody, in alto è posizionato il lettore ad infrarossi, in basso la porta microUSB 2.0 con supporto alla Qualcomm QuickCharge 2.0, a destra il tasto d'accensione, ha dimensioni di 146.4 x 70.6 x 9.4 millimetri, pesa 160 grammi e lo schermo è protetto da un vetro Corning Gorilla Glass 3. Il dispositivo è presente in 3 colorazioni: Gunmetal Gray, Glacial Silver, Amber Gold.
Ha un chipset Qualcomm Snapdragon 801, con processore Krait 400 quad-core con frequenza di clock di 2.3 GHz in USA e nell'area EMEA e di 2,5 GHz in Asia (in particolare in Cina) e GPU Adreno 330.
One M8 ha connettività 2G, 3G, 4G, Wi-Fi 802.11 a/b/g/n/ac dual-band con Wi-Fi Direct, DLNA ed hotspot, Bluetooth 4.0 con A2DP ed aptX, GPS con A-GPS e GLONASS, NFC, infrarossi, radio FM stereo e microUSB 2.0 con MHL e host USB.
Lo schermo è un Super LCD3 da 5 pollici con risoluzione Full HD 1080*1920 pixel, multitouch e 16 milioni di colori, la memoria RAM è di 2 GB e quella interna è di 16 o 32 GB, espandibile con microSD fino a 256 GB.
La fotocamera posteriore, come nell'HTC One (M7), usa un sensore HTC UltraPixel (pixel di dimensioni maggiori rispetto ai pixel classici, 2 micrometri) da 4 megapixel, ma è affiancata da un secondo modulo fotografico che individua la distanza dei vari oggetti nella scena e consente l'applicazione, in seguito, di vari effetti. Può registrare video a 1080p@60fps e a 720p@120fps, ha un'apertura massima di f/2.0, HDR e flash LED dual-tone. La fotocamera anteriore è invece una 5 megapixel con f/2.0, HDR e video a 1080p@30fps.
È incluso un hub di sensori e gli speaker stereo BoomSound di HTC posizionati nella parte anteriore, mentre internamente il telefono ha una batteria ai polimeri di litio non removibile da 2600 mAh.

### Software
HTC One M8 era inizialmente venduto con Android 4.4.2 KitKat ed HTC Sense 6.0, per poi essere aggiornato ufficialmente ad Android 4.4.3 ad agosto 2014, a 4.4.4 con Eye Experience (nuovi strumenti fotografici) a novembre 2014, a 5.0 a gennaio 2015 (aggiornamento a Lollipop che ha però introdotto alcuni lag e problemi nel gaming) e a 6.0 Marshmellow a gennaio 2016, con leggeri miglioramenti nelle prestazioni e risoluzione di alcuni problemi dell'aggiornamento a Lollipop. L'HTC Sense su One M8 è stata aggiornata alla versione 7.0 insieme all'aggiornamento a Marshmellow.

## Versioni

### Google Play Edition
La Google Play Edition è una versione di HTC One (M8) con la versione stock di Android senza HTC Sense, ma con alcune applicazioni presenti nella versione classica come HTC Photo Edit e Motion Launch.

### Harman Kardon Edition
Dal 29 aprile 2014 fu rilasciato solo da Sprint negli USA una versione con sistema audio Harman Kardon, auricolari Harman Kardon AE-S, finiture grigio scuro e dettagli dorati.

### One (M8) Dual SIM
Il 2 luglio 2014 HTC Germany ha annunciato una versione Dual SIM e venduto ufficialmente in Germania, Austria e Svizzera.

### One (M8) for Windows
Il 18 agosto 2014 HTC ha annunciato una versione dell'M8 con Windows Phone 8.1 Update 1 invece di Android, presente solo nella colorazione Dark Grey ed aggiornabile all'Insider Prewiew di Windows 10 Mobile ma non alla versione finale.

### One (M8) Eye
L'HTC One (M8) Eye è stato svelato ad ottobre 2014, non ha infrarossi ed NFC ma ha una fotocamera da 13 megapixel invece che il sensore UltraPixel ed è stato venduto solo in India e Cina.